# Heliconius rufata
Heliconius rufata är en fjärilsart som beskrevs av Hans Ferdinand Emil Julius Stichel 1923. Heliconius rufata ingår i släktet Heliconius och familjen praktfjärilar. Inga underarter finns listade i Catalogue of Life.